# Adolph Henke
Adolph Christian Heinrich Henke (Braunschweig, 13 aprile 1775 – Erlangen, 8 agosto 1843) è stato un farmacologo e patologo tedesco.

## Biografia
Padre dell'anatomista Rudolf Wagner. Dopo gli studi al Collegium Carolinum di Braunschweig, continuò la sua formazione presso l'Università di Helmstedt, dove uno dei suoi istruttori era il chimico Lorenz von Crell (1744-1816). Successivamente studiò medicina con il chirurgo August Gottlieb Richter (1742-1812) e con l'ostetrico Friedrich Benjamin Osiander (1759-1822) presso l'Università di Gottinga, successivamente conseguì il dottorato nel 1799 a Helmstedt.
Nel 1805 divenne professore associato di medicina presso l'Università di Erlangen, dove anche nel 1814 divenne professore di fisiologia, patologia e farmacologia statale.

## Opere principali
- Handbuch der allgemeinen Pathologie, 1806.
- Handbuch zur Erkenntniss und Heilung der Kinderkrankheiten, 1809.
- Lehrbuch der gerichtlichen Medicin.[2]
- Darstellung des Feldzuges der Verbündeten gegen Napoleon im Jahr 1814 I, Feldzug der grosen, der schlesischen und der Nord-Armee in Frankreich, 1814.
- Abhandlungen aus dem Gebiete der gerichtlichen Medicin, als Erläuterungen zu dem Lehrbuche der gerichtlichen Medicin, 1815-1834.[3]